# Musikjahr 1586
Liste der Musikjahre

◄◄ | ◄ | 1582 | 1583 | 1584 | 1585 | Musikjahr 1586 | 1587 | 1588 | 1589 | 1590 | ► | ►►

Weitere Ereignisse
Dieser Artikel behandelt das Musikjahr 1586.

## Ereignisse

### Heiliges Römisches Reich

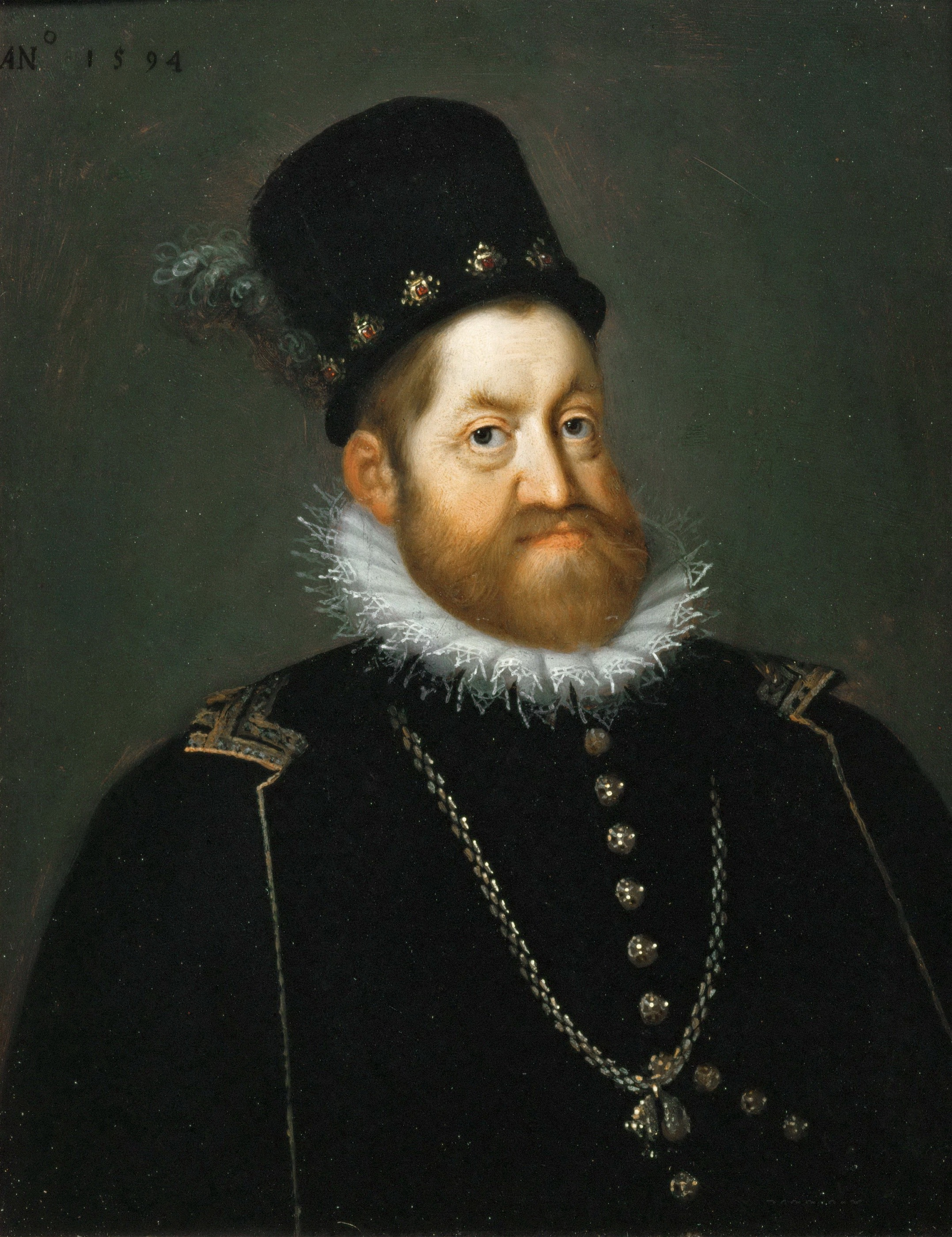
Rudolf II., gemalt von Joseph Heintz d. Ä., 1594.

#### Hofkapelle von Rudolf II.
- Jacobus de Kerle, der wahrscheinlich zuvor im Fürststift Kempten tätig war und im Jahr 1582 kurzzeitig am Hof des Kölner Erzbischofs und Kurfürsten Gebhard Truchseß von Waldburg wirkte, ist seit 1. September 1582 Hofkaplan von Kaiser Rudolf II.
- Carl Luython, der seit 1566 Chorknabe in der Hofkapelle von Kaiser Maximilian II. war, ist seit 1582 zweiter Hoforganist der Hofkapelle von Kaiser Rudolf II. Letzterer hat im Jahr 1583 seinen ganzen Hofstaat von Wien nach Prag verlegt. Luython ist auch im Orgelbau engagiert: Zusammen mit dem Orgelbauer Albrecht Rudner wirkt er von 1581 bis 1590 an der Erneuerung der Orgel des Doms St. Veit in Prag mit. Die betreffenden Akten enthalten zahlreiche Einwendungen Luythons zu diesem Vorhaben, womit er recht detailliert seine Vorstellungen vom Orgelbau wiedergibt.
- Philippe de Monte ist seit 1568 als Nachfolger von Jacobus Vaet Kapellmeister der Hofkapelle Maximilians II. in Wien. Nach dem Tod von Maximilian II. am 12. Oktober 1576 ist er für dessen Nachfolger Rudolf II. in Wien und später in Prag tätig und bekommt die Position eines Kanonikus an der Kathedrale von Cambrai zuerkannt. 1586 veröffentlicht de Monte sein L’undecimo libro delli madrigali zu fünf Stimmen.

#### Bayerischer Reichskreis

##### Herzogtum Bayern
- Gregor Aichinger, der seit 1578 an der Universität Ingolstadt studiert hatte, ist seit 1584 durch seinen Mäzen Jakob III. Fugger Organist an der von Fugger vier Jahre zuvor gestifteten Orgel der Augsburger Basilika St. Ulrich und Afra. Fugger macht Aichinger auch zu seinem Hauskomponisten und Leiter seiner Kammermusik.
- Ludovicus Episcopius, der seit 18. Oktober 1577 als Kapellmeister und Kantor an der Kollegiatkirche St. Servatius in Maastricht tätig war, wirkt seit 1. Juli 1582 als Hofkaplan und Sänger am Bayerischen Königshof in München unter Orlando di Lasso; zur gleichen Zeit ist er als Lehrer (praeceptor) für die Ausbildung der Chorknaben verantwortlich.
- Franciscus Florius hat seit Herbst 1556 in München an der Hofkapelle von Herzog Albrecht V. eine Anstellung als Hofbassist. Neben seiner Tätigkeit als Sänger ist Florius, zusammen mit dem Hofkopisten Johannes Pollet, auch als Notenkopist eingesetzt. Nach dem Ausscheiden Pollets 1571 ist er zum Hauptkopisten aufgestiegen; diese Stellung hat er bis zu seinem Tod 1588 inne.
- Johannes de Fossa ist seit dem letzten Vierteljahr 1559 Vizekapellmeister der Münchner Hofkapelle. In den vorhandenen Dokumenten wird Fossa allerdings weiterhin nur als Tenorist bezeichnet. Seit 1571 hat er die Aufsicht über die Chorknaben der Kapelle und hat ihnen in seinem Haus Kost und Unterkunft zu geben.
- Antonius Gosswin, der seit 1580 Mitglied der Kapelle von Prinz Ernst, Bischof von Freising, einem Sohn von Herzog Albrecht, ist, lebt seit Anfang 1580 mit seiner Frau in Freising. Sein Dienstherr, der gegen Jahresende 1580 zum Bischof von Lüttich ernannt wurde, trat sein Amt feierlich am 30. Januar 1581 an. Nach wenigen Jahren in Lüttich hat der Bischof seinen Wohnsitz am 29. Januar 1584 nach Bonn verlagert, nachdem er in der Diözese Köln eine Pfründe bekommen hatte. Ob Antonius Gosswin ihm nach Lüttich und nach Bonn gefolgt ist, ist nicht überliefert.
- Orlando di Lasso ist seit 1563 Kapellmeister der Münchner Hofkapelle. Zu Orlandos Aufgaben gehören u. a. Reisen durch Europa zur Anwerbung neuer Musiker, die Unterrichtung der Chorknaben, die teilweise sogar in seiner Familie leben, Proben mit den Musikern und die Komposition zahlreicher neuer Werke. Schon lange vor dem Tod Albrechts V. 1579 hat di Lasso ein hervorragendes Verhältnis zu Albrechts Nachfolger Wilhelm V. entwickelt; dieser sorgt auch ab 1573 für die Herausgabe einer eindrucksvollen Reihe großformatiger Chorbücher mit Orlandos Messen, Offizien, Lesungen und Magnificats in den erwähnten Patrocinium musices.

##### Reichsstadt Regensburg
- Andreas Raselius, der seit 1581 in Heidelberg studiert hatte, ist seit 1584 Kantor an der Neupfarrkirche in Regensburg und wirkt als Lehrer am Gymnasium poeticum.

#### Burgundischer Reichskreis

##### Republik Antwerpen
- Jean de Castro kehrt spätestens 1586, als wieder relativer Frieden in Antwerpen eingekehrt ist, in diese Stadt zurück. Er unterschreibt am 27. Juni dieses Jahres die Widmung seines Werks Livre de chansons à cinq parties, eine Widmung an seinen späteren Dienstherrn Johann Wilhelm, den Prinzen von Jülich und Kleve.
- Hubert Waelrant wirkt in Antwerpen. Waelrant scheint im Hinblick auf seine Veröffentlichungen und Texte durchaus dem Protestantismus zuzuneigen, bleibt aber offiziell, insbesondere nach den Listen der Antwerpener Bürgerwache, Katholik und hat auch für sich und seine dritte Frau ein normales kirchliches Begräbnis vorgesehen.

##### Herzogtum Brabant
- Jan van Turnhout wird 1586 von Alessandro Farnese, dem Gouverneur der Spanischen Niederlande, die Leitung der königlichen Kapelle in Brüssel anvertraut.

##### Grafschaft Flandern
- Andreas Pevernage, der 1585 – als Nachfolger des verstorbenen Hendrik Munten – zum Singmeister der Kathedrale Notre-Dame in Antwerpen berufen wurde, hat diese Stellung erst antreten, als die von spanischen Truppen unter Alexander Farnese belagerte Stadt am 17. August 1585 kapituliert; am 29. Oktober 1585 hat er hier seinen Amtseid abgelegt. Für seine folgenden Jahre sind in Antwerpen neben der Kapellmeistertätigkeit wesentliche öffentliche Aktivitäten überliefert. Er stellt die von den calvinistischen Rebellen zerstörte Musikbibliothek wieder her, ist in den humanistischen Kreisen um den Verleger Christoph Plantin aktiv und führt in seinem Haus wöchentliche Konzerte durch.

##### Grafschaft Holland
- Jan Pieterszoon Sweelinck, der älteste Sohn des Organisten Pieter Swibbertszoon und seiner Frau Elske Jansdochter Sweeling, lebt in Amsterdam und wirkt nach Aussage von Sweelincks Schüler und Freund Cornelis Plemp seit dem Jahr 1577 als Organist an der Oude Kerk. Nach Johann Mattheson ist er „schon in der Jugend, wegen seiner netten Fingerführung auf der Orgel, und überaus artigen Manier zu spielen, sonderlich berühmt“.[1] Nach dem Tod seiner Mutter im Jahr 1585 muss Sweelinck mit seinem niedrigen Gehalt seinen jüngeren Bruder und seine Schwester versorgen.

#### Fränkischer Reichskreis

##### Fürstentum Brandenburg-Ansbach
- Teodoro Riccio, der seit 1575 Hofkapellmeister in Ansbach war und seinem Dienstherren nach Königsberg gefolgt ist, kehrt 1586 gemeinsam mit seiner Ehefrau wieder nach Ansbach zurück.

#### Kurrheinischer Reichskreis

##### Kurpfalz
- Mathias Gastritz, der am 22. Dezember 1561 zum Organisten der Stadt Amberg bestellt wurde, wirkt fast 30 Jahre lang in den Diensten der Stadt.

#### Niederrheinisch-Westfälischer Reichskreis

##### Vereinigte Herzogtümer Jülich-Kleve-Berg
- Martin Peudargent ist Hofkomponist in den Diensten von Wilhelm V. von Jülich-Kleve-Berg.

#### Niedersächsischer Reichskreis

##### Erzstift Magdeburg
- Leonhart Schröter, der von 1561 bis 1576 als Stadtkantor in Saalfeld gewirkt hatte, ist seit 1576 Kantor an der Altstädter Lateinschule in Magdeburg, wo er bis zu seiner Emeritierung 1595 verbleibt. 1586/87 erscheinen von ihm in Helmstedt Neue Weinacht Liedlein.

##### Fürstentum Braunschweig-Wolfenbüttel
- Thomas Mancinus, der von 1579 bis 1581 Tenorist in der Hofkapelle in Berlin war, tritt spätestens 1583 in die Dienste des in Gröningen residierenden Bischofs von Halberstadt, des späteren Herzogs Heinrich Julius von Braunschweig-Wolfenbüttel. Im Dezember 1583 wird er zum Kapellmeister ernannt, eine Stellung, die er bis 1604 innehat. Unter seiner Leitung wird sich die Hofkapelle bis 1590 von acht auf 17 Mitglieder vergrößern, dazu kommen noch 12 Trompeter und Pauker.
- Johann Zanger der Ältere, der seit 1553 Pfarrer an der Petrikirche in Braunschweig war, ist seit 1571 Pfarrer an der Martinikirche, seit 1577 Stellvertreter des Stadtsuperintendenten und seit 1586 Dechant des St. Matthäus-Stiftes.

##### Hamburg
- Jacob Praetorius der Ältere, der wahrscheinlich in seiner Heimatstadt Magdeburg Unterricht von Martin Agricola erhielt, ist von 1555 bis zu seinem Tod 1586 als Organist und Kirchenkomponist an zwei Kirchen in Hamburg nachweisbar.

#### Obersächsischer Reichskreis

##### Kurfürstentum Sachsen
- Elias Nikolaus Ammerbach, der von 1548 bis 1549 an der Universität Leipzig studiert hatte, wirkt danach, vermutlich bis an sein Lebensende 1597, als Thomasorganist an der Thomaskirche.
- Joachim a Burck, der ab 1563 Kantor an der Lateinschule in Mühlhausen war, ist seit 1566 Organist an der Kirche Divi Blasii in Mühlhausen. Daneben ist er als Geschichtsschreiber, öffentlicher Notar und seit 1583 als Senator tätig.
- Sethus Calvisius, der seit 1580 an der Universität Leipzig studierte, ist – auf Empfehlung Nikolaus Selneckers und der gesamten theologischen Fakultät der Universität Leipzig – seit November 1582 Kantor in Schulpforta, wo er unter anderem den Motettengesang bei den gemeinsamen Mahlzeiten einführt. Daneben wirkt er als Pädagoge nicht nur im Themengebiet der Musik, er gibt auch Unterricht in Hebräisch und betreibt chronologisch-historische Studien.
- Wolfgang Figulus ist von 1551 bis zu seiner Pensionierung 1588 Kantor und Lehrer an der Fürstenschule in Meißen. Er unterrichtet die Fächer Musik, Latein und Religion und sorgt für die musikalische Gestaltung der Gottesdienste in der Afrakirche. 1586 veröffentlicht er in Wittenberg die Musikdrucke Precatio pro tranquilitate ecclesiae et reip[ublicae] (unvollständig) und Der Hundert und eilfte Psalm.
- Rogier Michael, der von 1572 bis 1574 die Stelle eines Tenorsängers in Ansbach an der Hofkapelle von Markgraf Georg Friedrich von Brandenburg-Ansbach bekleidete, ist seit 1. Februar 1575 – auf Empfehlung von Aemilia von Sachsen, der Schwester von Kurfürst August von Sachsen – Sänger und Musiker an der Dresdener Hofkapelle.
- Georg Österreicher studiert seit 1585 an der Universität Wittenberg.
- Nikolaus Selnecker, der seit dem Jahreswechsel 1573/74 wieder Professor in Leipzig ist, ist seit 1576 zusätzlich Pfarrer an der Thomaskirche und Superintendent, dazu auch Domherr am Meißner Dom.

#### Österreichischer Reichskreis

##### Erzherzogtum Österreich
- Matthia Ferrabosco ist seit 1581 Altist an der Grazer Hofkapelle.
- Simone Gatto, der seit 1568 am Hof in München als Posaunist wirkte, setzt seine berufliche Laufbahn seit 1572 in Graz fort. In der dortigen Hofmusikkapelle wirkt er zunächst als Bläser und ist seit 1581 Hofkapellmeister.
- Jakob Regnart, der zuletzt Vize-Kapellmeister der Hofkapelle von Kaiser Rudolf II. in Prag war, wirkt seit Frühjahr 1582 in der Nachfolge von Alexander Utendal als Vizekapellmeister in Innsbruck am Hof von Erzherzog Ferdinand II., der als besonders eifriger Verfechter der Gegenreformation gilt. Regnart begann seinen Dienst am 9. April 1582 und erreicht die Position des Kapellmeisters am 1. Januar 1585. 1586 erscheint in Nürnberg die zweite Auflage seiner Neue Kurtzweilige Teutsche Lieder zu fünf Stimmen.
- Franz Sales, der 1580 vorübergehend eine Stelle als Tenorsänger in Hechingen angenommen hatte und noch im gleichen Jahr für kurze Zeit als Sänger an die Münchner Hofkapelle wechselte, hat seit dem 1. November 1580 eine Anstellung an der Hofkapelle in Innsbruck, wo er etwa sieben Jahre lang bleibt. Dazwischen ist für das Jahr 1586 ein weiterer Aufenthalt des Komponisten in München belegt.
- Lambert de Sayve, der seit 1577 in der Grazer Hofkapelle von Erzherzog Karl gewirkt hatte und dessen Entlassungsgesuch Ende Juni 1582 entsprochen wurde, ist wahrscheinlich kurz darauf als Kapellmeister in die Dienste von Erzherzog Matthias in Linz getreten; belegt ist dies erst ab August 1583. Über seine Zeit als kaiserlicher Kapellmeister gibt es nur wenig Informationen. Er gehört mit Sicherheit zum Gefolge des Erzherzogs auf dessen Reisen und Umzügen nach Linz, Wien und Prag.
- Ludovico Zacconi, der seit 1577 an der Kirche des hl. Stephanus in Venedig studiert hatte und später ein Schüler von Andrea Gabrieli wurde, hat im Juli 1585 eine Stellung am Hof des Erzherzogs Karl II. angenommen, die er bis zu Karls Tod im Jahre 1590 behält.

#### Schwäbischer Reichskreis

##### Herzogtum Württemberg
- Ludwig Daser ist seit 1572 und bis zu seinem Ableben 1589 Kapellmeister der Hofkapelle Stuttgart.
- Balduin Hoyoul, der im Jahr 1561 im Alter von etwa 13 Jahren als Diskant-Sänger in den Chor der Stuttgarter Hofkapelle unter Ludwig Dasers Leitung eingetreten war und 1564/65 für zwei Jahre als Schüler zu Orlando di Lasso nach München geschickt wurde, wirkt nach seiner Rückkehr wieder als Altist und Komponist der Stuttgarter Hofkapelle. Einige Mitglieder der Kapelle bekommen von ihm Kompositionsunterricht, so 1579/80 der spätere Hofkapellmeister Hans Konrad Raab und 1585/86 Tobias Salomo († 1621). Hoyoul macht im Jahr 1586 eine Reise nach Nürnberg, um bei der Herausgabe seiner Sacrae cantiones mitzuwirken.
- Leonhard Lechner wird am 1. August 1585 von Herzog Ludwig von Württemberg als „Musicus“ in die Stuttgarter Hofmusik aufgenommen. Dort dient er unter den Kapellmeistern Ludwig Daser und Balduin Hoyoul zunächst als Tenorsänger und liefert Kompositionen, 1586 wird er Hofkomponist. In diesem Jahr veröffentlicht er Der erst und ander Theil Der Teutschen Villanellen zu drei Stimmen, Neue lustige Teutsche Lieder nach art der Welschen Canzonen zu vier bis fünf Stimmen und die zweite Auflage seiner Neue Teutsche Lieder. Ernstlich durch […] Jacobum Regnart […] Componirt mit drey stimmen, nach art der Welschen Villanellen […] con alchuni madrigali in lingua italiana zu fünf Stimmen.
- Simon Lohet ist seit dem 14. September 1571 Organist der württembergischen Hofkapelle in Stuttgart. Es ist auch Lohets Aufgabe, die Instrumente der Hofkapelle zu verwalten. Neben seinem Amt als Hoforganist wirkt Lohet als Lehrer eines größeren Schülerkreises.

##### Hohenzollern-Hechingen
- Ferdinando di Lasso, der 1560 geborene Sohn von Orlando di Lasso und dessen Frau Regina (Wäckinger), ist von 1585 bis 1590 beim Grafen Eitel Friedrich IV. von Hohenzollern-Hechingen angestellt.

##### Hohenzollern-Sigmaringen
- Melchior Schramm, der 1572 für zwei Jahre Organist an der neuerrichteten Stiftskirche des Damenstifts in Hall war, wirkt seit 1574 als Organist und Hofkapellmeister am Hof von Hohenzollern-Sigmaringen, wo er unter Graf Karl II. von Hohenzollern-Sigmaringen die Hofkapelle neu aufbaut und bis 1596 leitet.

##### Reichsstadt Augsburg
- Adam Gumpelzhaimer, der im Benediktinerkloster Sankt Ulrich und Afra Augsburg seine erste musikalische Unterweisung durch Jodocus Entzenmüller und wahrscheinlich auch durch den Chorleiter Johannes Treer erhalten hatte, ist seit 1581 Kantor und Praeceptor am Gymnasium bei St. Anna. Diese Anstellung behält er bis an sein Lebensende.
- Hans Leo Haßler, der ab 1584 Unterricht bei Andrea Gabrieli in Venedig erhalten hatte und sich dort mit dessen Neffen, dem Komponisten Giovanni Gabrieli, angefreundet hatte, ist seit 1585 in Augsburg Kammerorganist des Grafen Oktavian II. von Fugger und Organist an St. Moritz; diese Position hat er fünfzehn Jahre lang inne.

##### Reichsstadt Dinkelsbühl
- Michael Tonsor wirkt von ungefähr 1567 bis 1588 als Organist an der St. Georgskirche in Dinkelsbühl.

#### Nicht eingekreiste zum Heiligen Römischen Reich zugehörige Territorien und Stände

##### Alte Eidgenossenschaft
- Samuel Mareschall, der sich für die Jahre 1576 und 1577 an der Universität Basel zum Studium eingeschrieben hatte, ist seit 1577 als Nachfolger von Gregor Meyer Organist am Basler Münster; im gleichen Jahr wird Mareschall an der Universität zum professor musices berufen. Zusätzlich bekommt er eine Anstellung als Musiklehrer am Gymnasium am Münsterplatz und am Collegium Alumnorum. Es gehört auch zu seinen Aufgaben, wöchentlich mit den Schülern des Gymnasiums und den Alumnen Übungsstunden („musices exercitia“) für den Kirchengesang am Münster abzuhalten.

##### Herzogtum Mailand
- Giovanni Battista Bovicelli, der schon in Jugendjahren Mitglied des Mailänder Kathedralchores wurde, ist seit 1583 Sopranist des Domchores, wo er noch 1597 mit einer Dotation von 159 Liren vermerkt ist.
- Marc’Antonio Ingegneri, der wahrscheinlich bei Cyprian de Rore in Parma und bei Vincenzo Ruffo in Verona studiert hatte, lebt in Cremona und erwirbt sich dort einen guten Ruf als Komponist und Instrumentalist. Er ist möglicherweise Organist und ist als Streicher nachgewiesen. Seit dem Jahr 1581 ist er maestro di cappella der dortigen Kathedrale, und anscheinend bleibt er für den Rest seines Lebens in dieser Position.
- Tiburtio Massaino, der seit 1571 maestro di cappella von Santa Maria del Popolo in Rom war und danach in Modena gewirkt hatte, ist seit 1580 in Lodi tätig.
- Claudio Merulo, der seit dem Jahr 1566 als Nachfolger von Annibale Padovano als erster Organist am Markusdom tätig war und Venedig 1584 verlassen hat, erhält danach eine Stelle am Hofe der Farnese in Parma.

##### Herzogtum Mantua
- Ippolito Baccusi ist ab etwa 1576 bis 1589 als Kapellmeister am Dom zu Mantua tätig.
- Giovanni Giacomo Gastoldi, der in Mantua als Chorknabe an der Basilika Santa Barbara seine musikalische Ausbildung erhielt, Theologie studierte und seit 1572 Subdiakon war, ist seit 1574 Diakon und seit 1575 Priester. Gastoldi erhält Pfründe, damit verbunden ist die Verpflichtung, den Chorknaben Gesangsunterricht zu geben. Als Mitglied der Kapelle beteiligt er sich an der Komposition des vom Herzog Guglielmo Gonzaga (der sich auch selber als Komponist betätigt) gewünschten Repertoires. Wegen mehrfacher schwerer Erkrankungen und Abwesenheiten des Kapellmeisters Giaches de Wert muss Gastoldi diesen im Zeitraum von 1582 bis 1586 häufiger vertreten.
- Giaches de Wert, der von 1563 bis 1565 den Dienst eines Kapellmeisters für die kaiserlichen Gouverneure in Mailand versehen hatte, wirkt spätestens seit September 1565 als Kapellmeister an der neu gebauten Basilika Santa Barbara in Mantua, der Hofkirche der Gonzaga-Herzöge. In dieser Stellung bleibt er bis zu seinem Tod im Jahr 1596. Er ist auch als prefectus musicorum für die weltliche Musik am Hof von Herzog Guglielmo Gonzaga in Mantua zuständig. Er bezieht ein außerordentlich hohes Jahresgehalt, zu welchem weitere Gratifikationen und im Jahr 1580 eine Schenkung von Ländereien hinzukommen. Seit 1582 leidet er an den Folgen einer Malaria-Erkrankung. 1586 veröffentlicht er in Venedig sein L'ottavo libro de madrigali zu fünf Stimmen.
- Benedetto Pallavicino, der in seiner Jugendzeit Organist an verschiedenen Kirchen der Provinz Cremona war, tritt spätestens 1581 in Sabbioneta bei Mantua in den Dienst von Vespasiano Gonzaga, wo er zusammen mit Giaches de Wert, Giovanni Giacomo Gastoldi, Salamone Rossi und Claudio Monteverdi wirkt. In dieser Stellung blieb er bis an sein Lebensende. 1586 wird er nach Venedig entsandt, um mit Antonio Gardano den Druck des Magnificat von Guglielmo Gonzaga vorzubereiten und zu überwachen.
- Francesco Soriano, der seit 1581 in Mantua lebt und hat dort eine Stellung am Hof der Gonzagas hat, kehrt 1586 nach Rom zurück.
- Alessandro Striggio der Ältere, der in den 1580er-Jahren den Umgang mit der Familie Este an deren Hof in Ferrara gepflegt hatte, kehrt 1586 endgültig nach Mantua zurück.

##### Herzogtum Modena und Reggio
- Bernardino Bertolotti ist Hofmusiker der Familie Este in Ferrara. Er ist „als Instrumentalist am Hof von Ferrara von Dezember 1578 bis zu dessen Auflösung Anfang 1598 angestellt.“[2]
- Luzzasco Luzzaschi, der seit Mai 1561 Organist und seit 1564 herzoglicher Hoforganist am Hof des Herzogs Alfonso II. d’Este war, ist seit 1574 – als Nachfolger Afonso della Violas (auch dalla Viola genannt) – Leiter der Instrumentalmusik des Herzogs von Ferrara. Seit 1572 bekleidet er zusätzlich das Organistenamt am Ferrareser Dom.
- Ercole Pasquini, der – nach dem Zeugnis des Theologen und Franziskanerpaters Agostino Superbi – bei Alessandro Milleville (1521?–1589) Musik studiert hatte, übernimmt von diesem zwischen 1583 und 1587 die musikalische Erziehung von Vittoria Aleotti, einer Tochter des Hofarchitekten von Ferrara, Giovanni Battista Aleotti.
- Alessandro Piccinini, der in einer musikalischen Familie aufwuchs und zusammen mit seinen Brüdern Filippo und Girolamo von seinem Vater Leonardo Maria eine Ausbildung zum Lautenisten erhielt, ist von 1582 bis 1597 am Hof von Herzog Alfonso II. in Ferrara tätig.

##### Herzogtum Toskana
- Giulio Caccini, der wahrscheinlich Mitglied im Knabenchor der Cappella Giulia des Petersdoms und von Oktober 1564 bis November 1565 Gesangsschüler von Giovanni Animuccia war, wirkt seit dem 29. April 1566 am Hof des Großherzogs Ferdinando I. de’ Medici in Florenz.
- Vincenzo Galilei, der 1581 seine musiktheoretische Schrift Dialogo della musica antica e della moderna veröffentlicht hatte, wirkt in Florenz.
- Cristofano Malvezzi, der seit 1571 als Kapellmeister am Baptisterium San Giovanni gewirkt hatte, ist seit 1574 – in der Nachfolge seines Vaters – Organist an der Basilica di San Lorenzo. Ab 1586 ist er zusätzlich am Hof der Medici für die Komposition von Intermedien angestellt.
- Giovanni Piero Manenti, der im Juni 1571 – nach dem Tode von Francesco Corteccia – Kapellmeister an S.Giovanni geworden war, dieses Amt aber bereits nach sechs Monaten niedergelegt hatte, ist Organist an der Kathedrale von Florenz, ein Amt, das er bis zu seinem Tod 1597 ausübt. Manenti ist ebenfalls als Musiker am Hof der Medici tätig und komponiert zumindest ein Werk für die „Compagnia di S.Giovanni Evangelista“ in Florenz.

##### Königreich Böhmen
- Szymon Bar Jona Madelka lebt seit ungefähr 1575 in Pilsen, wo er Mitglied der Fleischerzunft ist. Später wird er Zunftmeister, Ratsherr der Stadt und Kantor.
- Giovanni Battista Pinello di Ghirardi, der seit 1581 – wenige Monate nach dem Tod von Antonio Scandello – Kapellmeister der Dresdner Hofkapelle war, gibt den Posten wegen Unstimmigkeiten schon bald auf und lebt seitdem in Prag.

##### Markgrafschaft Mähren
- Jacobus Gallus, der seit 1580 als Kapellmeister in den Diensten des Bischofs von Olmütz stand, ist ab 1586 Kantor von St. Johann am Ufer in Prag.

### Königreich England und Irland

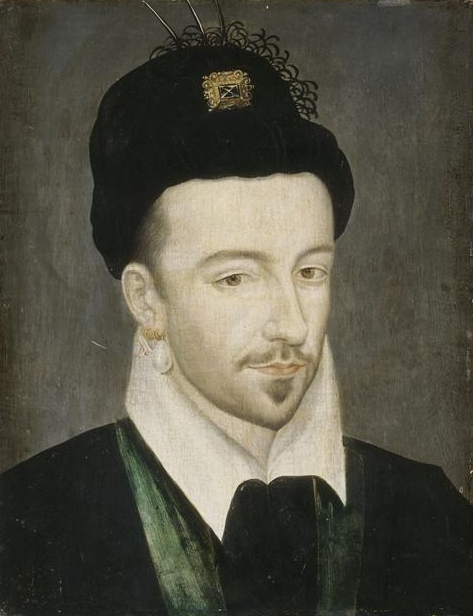
Heinrich III.

#### Chapel Royal von Elisabeth I.
- John Baldwin ist Tenor an der Royal Chapel in London.
- John Bull, der seit 1582 seine erste Anstellung als Organist an der Kathedrale zu Hereford hatte, wird im Januar 1586 offiziell zum Gentleman of the Chapel Royal unter Elisabeth I. von England ernannt, die sein Spiel offenbar sehr bewunderte.
- William Byrd ist seit 1570 „Gentleman of the Chapel Royal“.
- William Mundy, der 1543 Mitglied im Chor von Westminster Abbey wurde und später für verschiedene Kirchengemeinden arbeitete, ist seit 1563 Mitglied der Chapel Royal, an der er bis zu seinem Tode 1591 verbleibt.

#### London
- Thomas Campion, der in London geboren wurde und am Peterhouse in Cambridge studierte, beginnt 1586 ein Rechtswissenschafts-Studium in London.

#### Windsor
- Nathaniel Giles, der im Jahr 1585 an die St. George’s Chapel in Windsor berufen wurde, neben Westminster Abbey Begräbniskirche der englischen Könige, ist hier als Organist und Chormeister tätig und bekleidet dieses Amt bis zu seinem Ableben.
- John Mundy, der zuvor Organist am Eton College war, übt dieses Amt ab 1585 an der St George’s Chapel in Windsor Castle aus. 1586 erwirbt er den Grad eines Bachelor of Music.

### Königreich Frankreich

#### Chapelle Royale von Heinrich III.
- Eustache du Caurroy ist seit 1570 zunächst als Sänger im Dienst der französischen Könige Karl IX. und Heinrich III. tätig.

#### Évreux
- Guillaume Costeley, der nach seiner Ausbildung von 1560(?) bis 1570 Hoforganist am Hof von Karl IX. war, wirkt danach bis zu seinem Ableben 1606 in Évreux als Komponist und ist dort Mitglied der Bruderschaft Sainte Cécile.

#### Paris
- Pierre-Francisque Caroubel, der von italienischer Herkunft war, lebt seit 1576 in Paris und ist seit 1583 durch königlichen Brief eingebürgert. Caroubel hat eine Anstellung als Violon Ordinaire de la Chambre du Roi bei König Heinrich III. und dessen Bruder François-Hercule de Valois, duc d’Alençon.
- Claude Le Jeune, der sich der 1570 von Jean-Antoine de Baïf und Joachim Thibault de Courville († 1581) unter der Schirmherrschaft des französischen Königshauses (Karl IX.) in Paris gegründeten Institution Académie de poésie et de musique angeschlossen hatte, ist seit 1582 als Lautenist in den Dienst von Herzog François d’Anjou, dem Bruder von König Heinrich III., getreten und wirkt bei ihm auch als Lehrer der Chorknaben (Maistre des enfants de musique). Nach dem Tod des Herzogs 1584 ist er möglicherweise in den Diensten von Herzog Heinrich von Bouillon und unterrichtet adelige Hugenotten.
- Adrian Le Roy lebt in Paris und ist musikalischer Leiter des von ihm mit seinem Vetter Robert Ballard 1551 gegründeten Musikverlags Le Roy & Ballard.
- Jacques Mauduit ist Mitglied der Académie de musique et de poésie, des von Jean-Antoine de Baïf und Joachim Thibault de Courville gegründeten Zirkels zur Pflege der Musique mesurée à l’Antique, d. h. zur Wiedererweckung der Rhetorik und Ethik der Musik des antiken Griechenlands in der zeitgenössischen französischen Musik und Dichtung. Nach Courvilles Tod im Jahre 1581 führt Mauduit den musikalischen Vorsitz der Académie. Sein erstes gedrucktes Werk sind die vierstimmig gesetzten Chansonnettes mesurées de Jean-Antoine de Baïf (1586).

### Italienische Staaten

#### Herzogtum Urbino
- Leonard Meldert, der bis zum Tod des Herzogs Guidobaldo II. della Rovere in Urbino 1574 an dessen Hof aktiv war und anschließend mit großer Wahrscheinlichkeit in Ravenna in die privaten Dienste von Giulio Feltrio della Rovere, Kardinal von Urbino und Erzbischof von Ravenna, getreten war, ist seit 1578 – nach Aussage des Musikforschers F. Piperno – wieder in Urbino aktiv, und zwar als Kapellmeister der dortigen Kathedrale. Nach Aussage von Simone Sorini, auf Grund von Dokumenten in Archiven Urbinos, ist Meldert auf jeden Fall von September 1581 bis März 1590 Kapellmeister in Urbino. Von 1581 bis 1590 veröffentlicht er hier seine Responsori del natale.

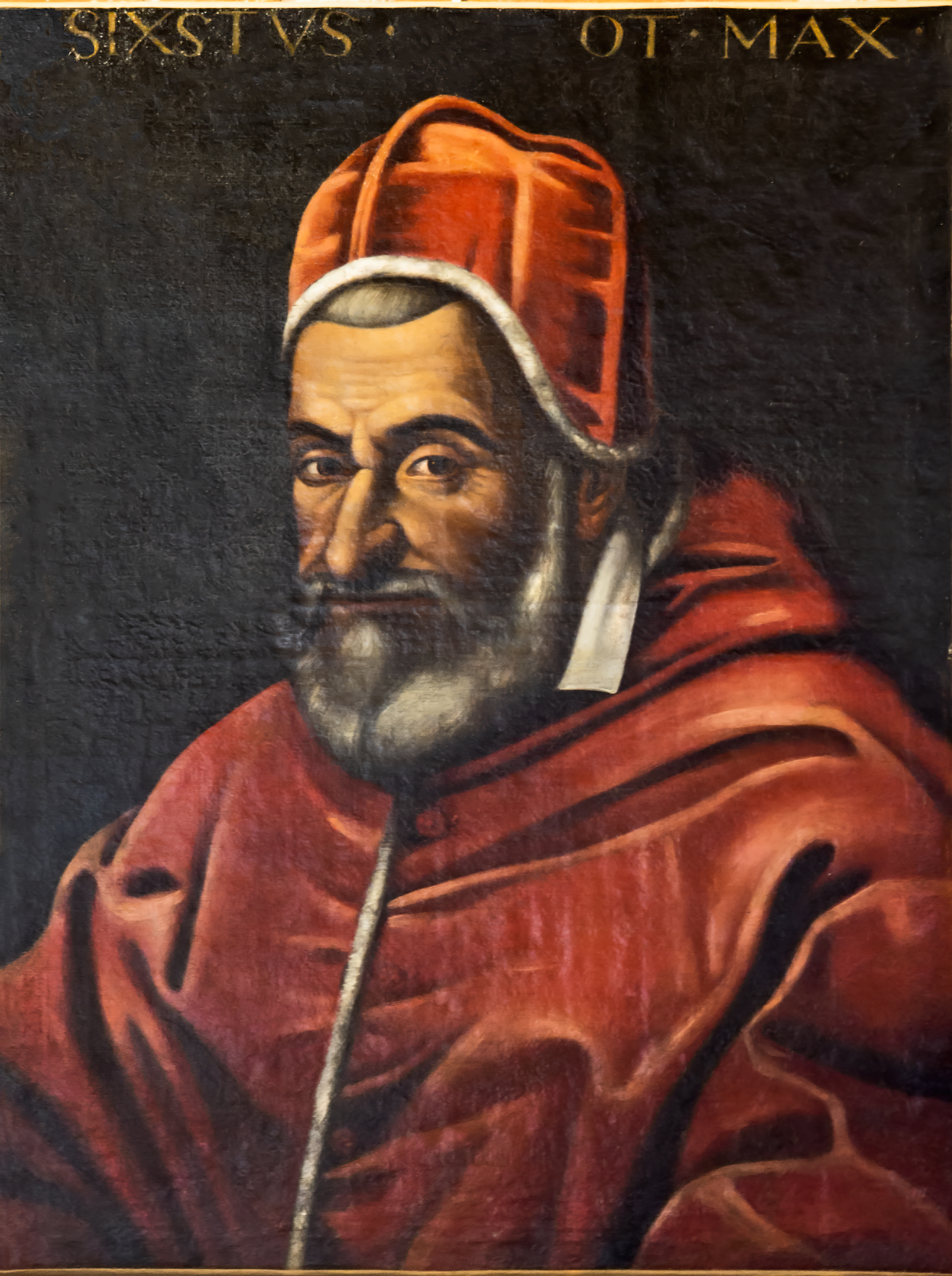
Papst Sixtus V.

#### Kirchenstaat
- Giovanni Francesco Anerio, der von 1575 bis 1579 Mitglied der Capella Giulia unter Giovanni Pierluigi da Palestrina war, ist Kleriker und hat am 12. Dezember 1583 die Tonsur erhalten.
- Ghinolfo Dattari erhält ab Februar 1555 in Bologna eine Anstellung als Sänger in der Kapelle von San Petronio, die er 62 Jahre lang, bis zu seinem Tode ausübt.
- Luca Marenzio, der seine erste Anstellung in Rom bei Kardinal Cristoforo Madruzzo († 1578) fand, steht anschließend in Rom in den Diensten von Kardinal Luigi d’Este (Bruder des Herzogs von Ferrara, Alfonso II. d’Este), der 1586 stirbt. In dieser Zeit veröffentlicht er seine ersten Madrigalsammlungen und hat möglicherweise auch Kontakt zum Hof von Ferrara.
- Rinaldo del Mel, der seit 6. Juli 1584 die Stellung eines Kapellmeisters an der Kathedrale in Rieti bekleidete, seinen Dienstherren durch häufige Abwesenheiten derart verärgert hatte, dass er nach weniger als einem Jahr, am 14. Mai 1585, seines Amtes enthoben wurde, hält sich 1586 in Magliano Sabina auf.
- Giovanni Maria Nanino, der im Sommer 1575 das Amt des Kapellmeisters von San Luigi dei Francesi angetreten hatte, wirkt seit dem 28. Oktober 1577 – nach bestandener Aufnahmeprüfung – als Tenor im Chor der renommierten päpstlichen Kapelle, der Cappella Pontificia. In der Kapelle, die vor allem in der Cappella Sistina auftritt, bleibt er bis zu seinem Tod 1607 tätig. Neben seinen Verpflichtungen als Sänger liefert er auch eigene Kompositionen (eine von der Kapelle erwünschte Fähigkeit) und übernimmt verschiedene administrative Ämter. 1586 reist Nanino in diplomatischer Mission nach Mantua und veröffentlicht in Venedig bei Angelo Gardano Motetten zu drei und fünf Stimmen und sein drittes Buch der Madrigale zu fünf Stimmen.
- Giovanni Pierluigi da Palestrina, der seit 1565 musikalischer Leiter und Lehrer des Seminario Romano, einer Ausbildungsstätte des Priesternachwuchses war, übt diese Stelle – nachdem Giovanni Animuccia Ende März 1571 verstorben war – seitdem zum zweiten Mal aus. Palestrina ist auch für die Arciconfraternita della Santissima Trinità dei Pellegrini e Convalescenti aktiv, eine damalige römische Frömmigkeitsbewegung. Eine engere Beziehung unterhält Palestrina mit dem Hof der Gonzaga in Mantua. 1586 veröffentlicht er in Venedig den Individualdruck Il secondo libro di madrigali a quatro voci.
- Peter Philips, der England im August 1582 verlassen hat und in Rom lebt, macht Bekanntschaft mit einem Glaubensgenossen, der wie er im Exil lebt: Thomas, dritter Baron Paget (c. 1544–1590). Philips tritt als Musiker in Pagets Dienste und sie verlassen Rom im März 1585. In den nächsten Jahren bereisten sie halb Europa.
- Paolo Quagliati, der nach seiner musikalischen Ausbildung 1574 nach Rom gezogen ist, wirkt hier als Organist in verschiedenen Kirchen.
- Joannes Tollius, der sich vor dem Jahr 1585 dem Orden der Franziskaner angeschlossen hatte, bald wieder entlassen und wenig später doch wieder aufgenommen wurde, ist im Jahr 1586 als Chorsänger in Rom belegt.
- Simone Verovio, der spätestens seit 1575 in Rom lebt, führt 1586 den Kupferstich in den Notensatz ein; eine Technik, die sich bis in die jüngste Vergangenheit erhalten hat.

#### Königreich Neapel
- Carlo Gesualdo, der Sohn von Fabrizio II., Fürst von Venosa, und Girolama Borromeo, der nach dem Tod seines älteren Bruders 1585 in der Erbfolge nachgerückt ist, wird 1586 regierender Fürst. Im selben Jahr heiratet er seine Cousine Maria d’Avalos (* 1562).
- Giovanni de Macque, der zuvor in Rom gewirkt hatte, tritt im Jahr 1585 in Neapel in den Dienst des Fürsten von Venosa, Fabrizio Gesualdo, dem Vater von Don Carlo Gesualdo. Aus dieser Anstellung entwickelt sich eine anhaltende und für den Komponisten förderliche Beziehung. 1586 veröffentlicht er in Venedig sein Il primo libro de madrigali a quattro voci und in Rom sein Ricercare et Canzoni francese a quattro voci.
- Giovanni Domenico da Nola wirkt seit Februar 1563 bis zu seinem Tod 1592 als Maestro di cappella an der Basilika Santissima Annunziata Maggiore in Neapel. In dieser Funktion lehrt er auch die Mädchen des Waisenhauses der Annunziata und die Diakone des Priesterseminars Gesang.

#### Republik Genua
- Giovanni Battista Dalla Gostena wirkt von 1584 bis 1589 in seiner Heimatstadt Genua an San Lorenzo als Priester und Kapellmeister.

#### Republik Venedig
- Costanzo Antegnati, der am besten bekannte Spross der verzweigten italienischen Orgelbauerfamilie Antegnati, ist seit 1584 Domorganist in Brescia.
- Giovanni Matteo Asola wirkt von 1577 bis 1591 in Treviso, Vicenza und in Verona als Kapellmeister.
- Giovanni Bassano, der zuerst 1576 als Instrumentalmusiker an San Marco in Venedig in Erscheinung trat, erwirbt sich dort schnell einen Ruf als einer der besten Instrumentalisten in Venedig. Seit 1585 ist er Musiklehrer an dem den Markusdom angeschlossenen Seminar.
- Floriano Canale ist von 1581 bis 1603 Organist im Konvent von San Giovanni Evangelista in Brescia.
- Giovanni Cavaccio, der seit 1576 als Sänger in Bergamo wirkt, ist von 1581 bis 1598 als Lehrer an der Kathedrale von Bergamo tätig.
- Giovanni Croce wirkt seit 1565 als Chorknabe und Sänger am Markusdom in Venedig.
- Girolamo Diruta, der seit 1574 Mitglied des Minoritenklosters in Correggio war und seine musikalische Ausbildung zum Organisten von Batista Capuani erhalten hatte, lebt seit 1580 in Venedig, wo er Schüler des berühmten Claudio Merulo ist, eventuell auch von Gioseffo Zarlino und Costanzo Porta. Diruta wirkt in Venedig an der Kirche Santa Maria dei Frari bis zum Jahr 1593.
- Baldissera Donato, der seit 1550 als Sänger – zunächst an San Marco in Venedig – aktiv war und auch in der Ausbildung der Sänger wirkte, hat seit 1580 die Kapellmeisterstelle am Dom zu Padua inne.
- Giovanni Gabrieli, der 1580 nach Venedig zurückgekehrt war und am Markusdom Hilfsorganist unter seinem Onkel Andrea Gabrieli war, wird 1585 zweiter Organist. Nach dem Tod des Onkels am 30. August 1585 übernimmt Giovanni dessen Stelle als Hauptorganist auf Empfehlung der Familie Fugger. Ihr widmet er dafür später seine Komposition Sacre di Giove á 12 voce.
- Giovanni Battista Mosto hat seit 6. November 1580 den Posten des „maestro di cappella“ an der Kathedrale von Padua inne.
- Gioseffo Zarlino, der bei Adrian Willaert in Venedig studiert hat, ist seit 1565 – in der Nachfolge von Cypriano de Rore – Kapellmeister am Markusdom in Venedig. Er hat diese Stelle bis zu seinem Ableben 1590 inne.

### Königreich Polen

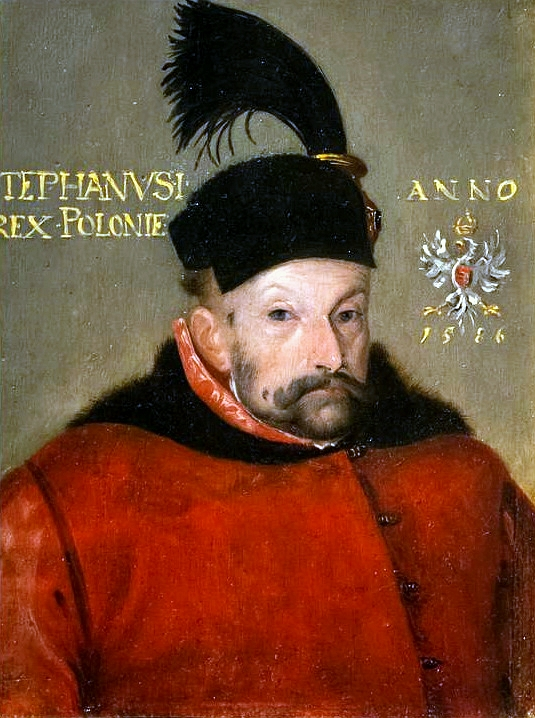
Stephan Báthory, Fürst von Siebenbürgen, König und Großfürst von Polen-Litauen

#### Hofkapelle von Stephan Báthory
- Krzysztof Klabon, der seit 1565 Lautenist der königlichen Hofkapelle in Krakau war, ist von 1576 bis 1601, mit einer kurzzeitigen Unterbrechung durch den Italiener Luca Marenzio 1596, Direktor der königlichen Kapelle.

#### Krakau
- Jan Brandt, der 1571 dem Jesuitenorden beigetreten war, ist ab 1584 Mitglied der Jesuitenkonvente in Krakau, Pultusk, Posen und Wilna.

### Herzogtum Preußen
- Johannes Eccard, der von Jakob Fugger als Organist nach Augsburg berufen wurde, ist noch 1579 nach Königsberg in die Dienste des Markgrafen Georg Friedrich von Ansbach gewechselt, der ihn für seine Hofkapelle engagiert hatte. Hier wirkt er als Assistent von Teodoro Riccio, seit 1580 als Vizekapellmeister. 1586 wird ihm die Nachfolge Riccios übertragen, erst 1604 wird er jedoch offiziell zum Kapellmeister ernannt.

### Königlich Preußen
- Merten Friese, der Sohn des 1584 oder 1585 verstorbenen Orgelbauers Julius Anthoni Friese, wirkt in Danzig.

### Königreich Portugal

#### Hofkapelle von Philipp I.
- António Carreira ist seit der Thronbesteigung des 14-jährigen Königs Dom Sebastiaõ 1568, Kapellmeister und Magisterio in Lissabon. Nach dem tragischen Verschwinden des Königs Dom Sebastiaõ 1578 nach der Schlacht von Alcácer-Quibir, und dem Tod des Kardinals 1580, bleibt Carreira auch unter der Regierung von Heinrich I. und Philipp I. Kapellmeister der königlichen Kapelle in Lissabon.

### Königreich Spanien

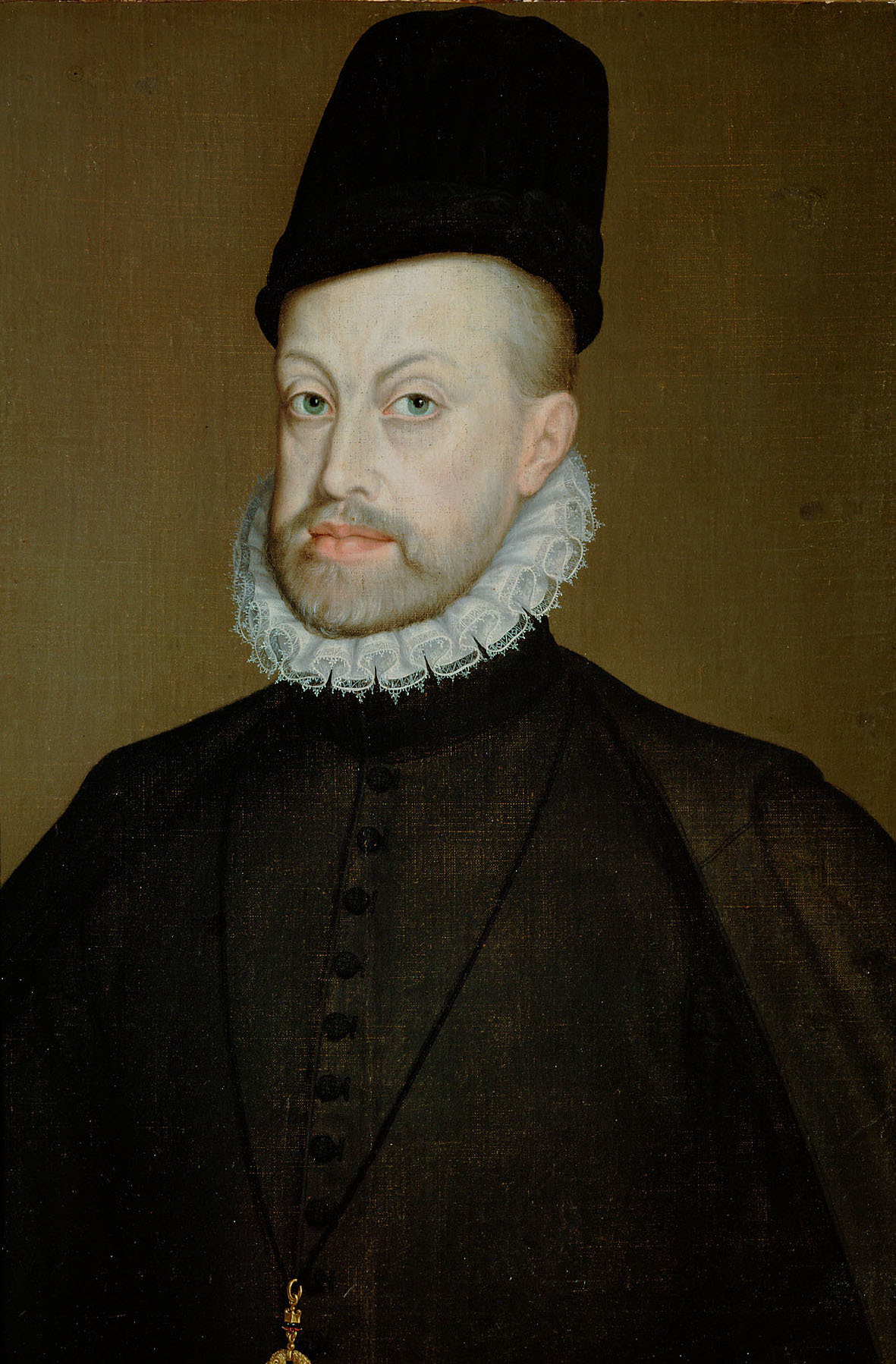
Philipp II., um 1570

#### Hofkapelle von Philipp II.
- Géry de Ghersem, der in seiner Jugendzeit seine erste musikalische Ausbildung durch den Komponisten George de La Hèle an der Kathedrale von Tournai erhielt, folgt seinem Lehrer zusammen mit 13 weiteren Knaben, nachdem La Hèle im Jahr 1580 zum Kapellmeister des spanischen Königs Philipp II. berufen worden war und 1582 seinen Dienst in Madrid antrat. Er wird am 28. Juni 1586 Chorknabe an der Capilla Flamica unter La Hèles Leitung. Dieser stirbt bereits 2 Monate später (27. August 1586); die weitere Ausbildung der Chorknaben wird von seinem Nachfolger Philippe Rogier übernommen.
- George de La Hèle, der am 15. September 1580 von Philipp II. von Spanien zum Kapellmeister der Capilla real ernannt wurde und dieses Amt seit 1582 ausübt, heiratet während seiner letzten Krankheit kurz vor seinem Tod Madelea Guabaelaraoen und gibt damit seine kirchlichen Pfründen auf. Am 16. Juni 1586 macht er ein Testament, in dem er seiner Frau alles vermacht. George de La Hèle stirbt Ende August 1586 in der Madrider Gemeinde St. Nicholas im Alter von 38 oder 39 Jahren.
- Philippe Rogier, der seit 1572 in der capilla flamenca des spanischen Königs Philipp II. wirkt und während der Kapellmeistertätigkeit von George de La Hèle 1584 die Stellung des Vizekapellmeisters erreicht, wird nach de La Hèles Tod 1586 Kapellmeister der spanischen Hofkapelle.
- Cornelis Verdonck, der zuvor an der Universität Douai studiert hatte und in dieser Zeit Schüler von Séverin Cornet war, wirkt ab 1584 wieder für eine Reihe von Jahren als Sänger am spanischen Hof in Madrid, und zwar bis zum Tod von König Philipp II. im Jahr 1598.

#### Antequera
- Pedro Bermúdez wird 1584 Kapellmeister in Antequera, ein Posten, den er zwei Jahre lang unter ständigem Druck des Kirchenvorstands ausübt, bis er aufgrund seiner mangelnden Lehrbereitschaft entlassen wird.

#### Madrid
- Tomás Luis de Victoria, der 1585 aus Rom nach Spanien zurückgekehrt ist, wird in Madrid persönlicher Kaplan der verwitweten Kaiserin Maria und gleichzeitig Leiter der Kapelle des kaiserlichen Klosters de las Descalzas Reales de Santa Clara (Kloster der barfüßigen Clarissen).

#### La Seu d’Urgell
- Joan Brudieu, der 1578 die Stelle des Kapellmeisters in Santa Maria del Mar in Barcelona angetreten hatte, ist im Jahr 1579 nach La Seu d’Urgell zurückgekehrt, wo er seitdem wieder als Musiker an der Kathedrale eingesetzt wurde. 1586 geht er zunächst in den Ruhestand.

#### Segovia
- Sebastián de Vivanco, der wahrscheinlich seine musikalische Ausbildung ebenso wie sein etwas älterer Zeitgenosse Tomás Luis de Victoria an der Kathedrale von Ávila erhielt und seine erste bekannte Stelle als Kapellmeister der Kathedrale von Lérida hatte, ist seit 1576 Kapellmeister an der Kathedrale von Segovia.

#### Sevilla
- Francisco Guerrero ist seit 1574 Kapellmeister an der Kathedrale von Sevilla.

#### Tarragona
- Nicasio Zorita, der 1578 noch in Valencia wirkte, wird in diesem Jahr zum Kapellmeister der Kathedrale von Tarragona ernannt. In diesem Amt bleibt er bis mindestens 1589.

#### Valencia
- Juan Ginés Pérez, der seine Ausbildung an der Kathedrale seiner Heimatstadt in Orihuela hatte und danach dort als Kapellmeister wirkte, hat diese Stelle von 1581 bis 1595 an der Kathedrale von Valencia inne.

#### Valladolid
- Esteban Daza, der 1576 sein Hauptwerk Libro de música herausgegeben hatte, lebt in Valladolid.

### Königreich Ungarn
- Mateu Fletxa el Jove wird nach dem Tod von Maximilian II. 1576 von Kaiser Rudolf II. zum Abt von Tihany auf der gleichnamigen Halbinsel im Norden des Plattensees in Ungarn ernannt wo er seitdem wirkt. 1586 besucht er die Iberische Halbinsel, um neue Sänger für die kaiserliche Kapelle anzuwerben.

### Vizekönigreich Peru
- Gutierre Fernández Hidalgo, der seine musikalische Ausbildung in Salamanca erhielt und Ende 1583 nach Südamerika reist, ist von 1584 bis 1586 Kapellmeister und Musiklehrer in Santafé (heute: Bogotá, Kolumbien).

## Instrumentalmusik

### Für Laute
- Sixt Kargel – Lautenbuch, Straßburg: Bernhart Jobin: Noten und Audiodateien im International Music Score Library Project
- Verschiedene Künstler – Lautenbuch viler newerleßner fleissiger, Straßburg: B. Jobin: Noten und Audiodateien im International Music Score Library Project

### Für Tasteninstrumente
- Verschiedene Künstler – Musik für Tasteninstrumente (Royal College of Music Library, London (GB-Lcm): MS 2088): Noten und Audiodateien im International Music Score Library Project

### Für vier Instrumente
- Giovanni de Macque – Ricercare et Canzoni francese a quattro voci, Rom

## Vokalmusik

### Geistlich
- Anonymus – Kirchenlied Dies est laetitiae: Noten und Audiodateien im International Music Score Library Project
- Giammateo Asola
  - Psalmen, Venedig: Ricciardo Amadino
  - Missae octonis compositae tonis zu vier Stimmen, Venedig: Giacomo Vincenti & Ricciardo Amadino
  - Officium defunctorum zu vier Stimmen, Venedig: Giacomo Vincenti & Ricciardo Amadino
- Giulio Belli – erstes Buch der Messen zu fünf Stimmen, Venedig: Angelo Gardano
- Jean de Castro – Livre de chansons a cinq parties, Antwerpen: Pierre Phalése, Jean Bellere: Noten und Audiodateien im International Music Score Library Project
- Jacobus Gallus
  - Opus musicum, Prag: Georg Nigrinus; darin:
    - Canite tuba in Sion zu fünf Stimmen: Noten und Audiodateien im International Music Score Library Project
    - Hodie nobis coelorum rex zu acht Stimmen: Noten und Audiodateien im International Music Score Library Project
    - Veni redemptor gentium zu fünf Stimmen: Noten und Audiodateien im International Music Score Library Project

  - Hodie Christus natus est zu sechs Stimmen, in: Musici Operis, Harmoniarum Quatuor, Quinque, Sex, Octo et Plurium Vocum. Tomus Primus: Noten und Audiodateien im International Music Score Library Project
  - Omnes de Saba venient zu fünf Stimmen, in: Tomus Primus Operis Musici: Noten und Audiodateien im International Music Score Library Project
  - Orietur stella zu fünf Stimmen: Noten und Audiodateien im International Music Score Library Project
- Anthony Holborne – The Countess of Pembroke’s Funerals
- Marc’Antonio Ingegneri – erstes Buch der Motetten zu vier Stimmen, Venedig: Angelo Gardano
- Orlando di Lasso
  - 6 Motetten zu drei Stimmen: Noten und Audiodateien im International Music Score Library Project
  - 7 Motetten zu drei Stimmen: Noten und Audiodateien im International Music Score Library Project
  - Tibi laus, tibi gloria zu vier Stimmen, LV 886: Noten und Audiodateien im International Music Score Library Project
  - Venite filli audite me zu fünf Stimmen, LV 880: Noten und Audiodateien im International Music Score Library Project
- Simon Bar Jona Madelka – Sieben Bußpsalmen zu fünf Stimmen, Altdorf: Nikolaus Knorr
- Giovanni Maria Nanino – Motetten zu drei und fünf Stimmen, Venedig: Angelo Gardano
- Lucas Osiander der Ältere – Fuenfftzig Geistliche Lieder und Psalmen. Mit vier Stimmen, auf Contrapuncts weise (fuer die Schulen und Kirchen im loeblichen Fuerstenthumb Wuertemberg) also gesetzt, das ein gantze Christliche Gemein durchauss mit singen kan, Nürnberg: Katharina Gerlach: Noten und Audiodateien im International Music Score Library Project; darin:
  - Nun bitten wir den heiligen Geist zu vier Stimmen: Noten und Audiodateien im International Music Score Library Project
- Nicola Parma – Sacrae cantiones..., Buch 2, Venedig: Giacomo Vincenti & Ricciardo Amadino
- Giovanni Pierluigi da Palestrina
  - Illumina oculos meos zu drei Stimmen: Noten und Audiodateien im International Music Score Library Project
  - Tua Jesu dilectio: Noten und Audiodateien im International Music Score Library Project
- Leonhart Schröter – Neue Weinacht Liedlein, Helmstedt 1586/1587; darin:
  - Lobt Gott, ihr Christen zu fünf Stimmen: Noten und Audiodateien im International Music Score Library Project
- Simone Verovio – Diletto spirituale: Noten und Audiodateien im International Music Score Library Project; darin:
  - Felice Anerio – Jesu decus angelicum zu drei Stimmen: Noten und Audiodateien im International Music Score Library Project
  - Ruggiero Giovannelli – Jesu summa benignitas zu drei Stimmen: Noten und Audiodateien im International Music Score Library Project
  - Francesco Soriano – Uscio del ciel tu sei zu vier Stimmen: Noten und Audiodateien im International Music Score Library Project

### Weltlich
- Lodovico Agostini – Le lagrime del peccatore, viertes Buch zu sechs Stimmen, op. 12, Venedig: Giacomo Vincenti & Ricciardo Amadino
- Felice Anerio – erstes Buch der Canzonettas zu vier Stimmen, Venedig: Giacomo Vincenti & Ricciardo Amandino
- Lodovico Balbi – Cappriccios zu sechs Stimmen, Venedig: Angelo Gardano
- Lelio Bertani – Sdegno la fiamma estinse zu sechs Stimmen, in: I lieti amanti di diversi, Venedig: Vincenzi & Amadino: Noten und Audiodateien im International Music Score Library Project
- Jean de Castro – Livre de chansons zu fünf Stimmen, Antwerpen
- Camillo Cortellini – drittes Buch der Madrigale zu fünf Stimmen, Ferrara: Vittorio Baldini
- Ruggiero Giovannelli – Il primo libro de madrigali a 5 voci, Venedig: Angelo Gardano; darin:
  - Care dolci mammelle zu fünf Stimmen: Noten und Audiodateien im International Music Score Library Project
  - Donne, la pura luce zu acht Stimmen: Noten und Audiodateien im International Music Score Library Project
  - Se da tuoi lacci sciolti zu fünf Stimmen: Noten und Audiodateien im International Music Score Library Project
- Marc’Antonio Ingegneri – erstes Buch der Madrigale zu sechs Stimmen, Venedig: Angelo Gardano
- Leonhard Lechner – Neue lustige Teutsche Lieder nach Art der Welschen Canzonen; darin:
  - Grün ist der Mai zu vier Stimmen: Noten und Audiodateien im International Music Score Library Project
- Luzzasco Luzzaschi – Filli al partir del suo caro Pastore zu sechs Stimmen, in: I lieti amanti di diversi, Venedig: Giacomo Vincenti & Ricciardo Amadino: Noten und Audiodateien im International Music Score Library Project
- Giovanni de Macque – Il primo libro de madrigali a quattro voci, Venedig
- Luca Marenzio – Villanelle, Libro 1, Venedig: Giacomo Vincenti & Ricciardo Amadino: Noten und Audiodateien im International Music Score Library Project; darin:
  - Ahi me, che col fuggire zu drei Stimmen: Noten und Audiodateien im International Music Score Library Project
  - Al primo vostro sguardo zu drei Stimmen: Noten und Audiodateien im International Music Score Library Project
  - Amor tien el suo regno zu drei Stimmen: Noten und Audiodateien im International Music Score Library Project
  - Ard'ogn'hora il cor zu drei Stimmen: Noten und Audiodateien im International Music Score Library Project
  - Con la fronte fiorita zu drei Stimmen: Noten und Audiodateien im International Music Score Library Project
  - Da voi mio ben mia vita zu drei Stimmen: Noten und Audiodateien im International Music Score Library Project
  - Dicemi la mia stella zu drei Stimmen: Noten und Audiodateien im International Music Score Library Project
  - Donna da vostri sguardi zu drei Stimmen: Noten und Audiodateien im International Music Score Library Project
  - Fuggirò tanto Amore zu drei Stimmen: Noten und Audiodateien im International Music Score Library Project
  - O liete piante zu drei Stimmen: Noten und Audiodateien im International Music Score Library Project
  - Le rose fronde e fiori zu drei Stimmen: Noten und Audiodateien im International Music Score Library Project
  - Se il dolce sguardo del divin zu drei Stimmen: Noten und Audiodateien im International Music Score Library Project
  - Sen gia fatto pittore zu drei Stimmen: Noten und Audiodateien im International Music Score Library Project
- Jacques Mauduit – Chansonnettes mesurées d'Antoine de Baïf zu vier Stimmen, Paris: Le Roy & Ballard: Noten und Audiodateien im International Music Score Library Project
- Rinaldo del Mel – zweites Buch der Madrigaletti zu drei Stimmen, Venedig: Angelo Gardano
- Philippe de Monte – L’undecimo libro delli madrigali zu fünf Stimmen, Venedig: Angelo Gardano
- Giovanni Maria Nanino – drittes Buch der Madrigale zu fünf Stimmen, Venedig: Angelo Gardano
- Alessandro Orologio – Occhi miei, che vedeste zu fünf Stimmen: Noten und Audiodateien im International Music Score Library Project
- Giovanni Pierluigi da Palestrina – Il secondo libro di madrigali a quatro voci, Venedig (insgesamt 93 weltliche Madrigale); darin:
  - I vaghi fiori zu vier Stimmen: Noten und Audiodateien im International Music Score Library Project
- Costanzo Porta – viertes Buch der Madrigale zu fünf Stimmen, Venedig: Angelo Gardano
- Pasquale Tristabocca – Vezzosi augelli zu fünf Stimmen, n Il secondo libro di madrigali à 5 voci, Venedig: Scotto: Noten und Audiodateien im International Music Score Library Project
- Ascanio Trombetti – Donna se voi m'odiate zu vier Stimmen, in: Il primo libro de madrigali a 4 voci, Venedig: Angelo Gardano: Noten und Audiodateien im International Music Score Library Project
- Michele Varotto – Dialogo a dieci: Noten und Audiodateien im International Music Score Library Project
- Verschiedene Künstler – De floridi virtuosi d'Italia, il primo libro de madrigali à cinque voci, Venedig: Giacomo Vincenzi & Ricciardo Amadino: Noten und Audiodateien im International Music Score Library Project
- Giaches de Wert – L'ottavo libro de madrigali zu fünf Stimmen, Venedig: Angelo Gardano: Noten und Audiodateien im International Music Score Library Project; darin:
  - Con voi giocando Amor zu fünf Stimmen: Noten und Audiodateien im International Music Score Library Project
  - Forsennata gridava zu fünf Stimmen: Noten und Audiodateien im International Music Score Library Project
  - Fra le dorate chiome zu fünf Stimmen: Noten und Audiodateien im International Music Score Library Project
  - Io non son però morto zu fünf Stimmen: Noten und Audiodateien im International Music Score Library Project
  - Misera, non credea zu fünf Stimmen: Noten und Audiodateien im International Music Score Library Project
  - Non è sì denso velo zu fünf Stimmen: Noten und Audiodateien im International Music Score Library Project
  - Non sospirar, Pastor zu fünf Stimmen: Noten und Audiodateien im International Music Score Library Project
  - Qual musico gentil zu fünf Stimmen: Noten und Audiodateien im International Music Score Library Project
  - Questi odorati fiori zu fünf Stimmen: Noten und Audiodateien im International Music Score Library Project
  - Rallegrati mio cor zu fünf Stimmen: Noten und Audiodateien im International Music Score Library Project
  - Sì come aid freschi zu fünf Stimmen: Noten und Audiodateien im International Music Score Library Project
  - Sovente all'hor che sù gli estivi ardori zu fünf Stimmen: Noten und Audiodateien im International Music Score Library Project
  - Usciva homai del molle e fresco grembo zu fünf Stimmen: Noten und Audiodateien im International Music Score Library Project
  - Vener, ch'un giorno avea zu fünf Stimmen: Noten und Audiodateien im International Music Score Library Project
  - Vezzosi Augelli infra le verdi fronde zu fünf Stimmen: Noten und Audiodateien im International Music Score Library Project
- Philippe Duc – Il primo libro de madrigali a 5 e 6 voci

## Musiktheoretische Schriften
- Juan Carlos Amat – Guitarra española, y vandola, Gerona: Joseph Bró: Noten und Audiodateien im International Music Score Library Project
- Giovanni Maria Artusi – L'arte del contraponto (contrapunto) ridotta in tavole

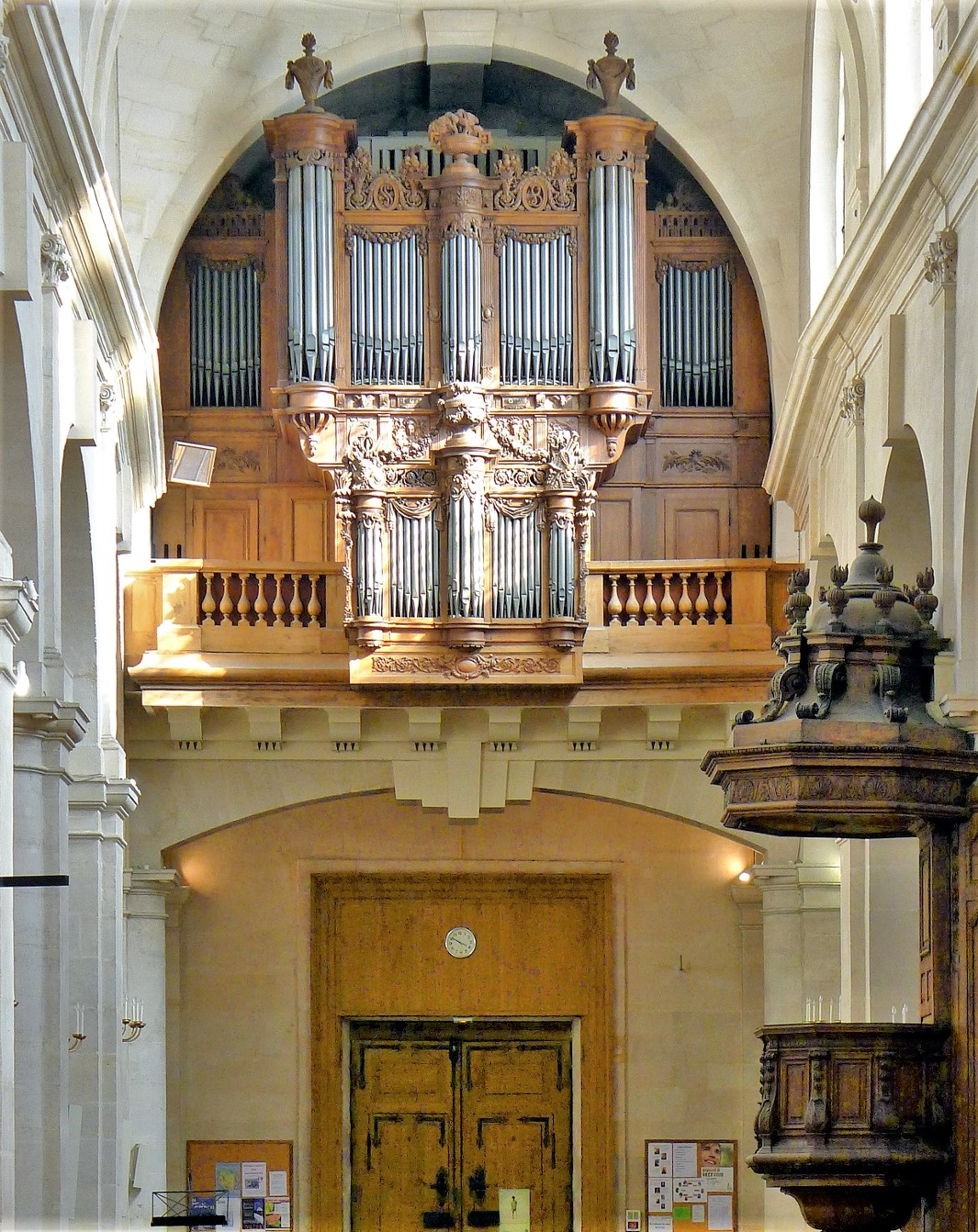
Orgel in der Kirche St-Jacques-du-Haut-Pas in Paris

## Instrumentenbau
- Fertigstellung der Orgel in der Kirche St-Jacques-du-Haut-Pas in Paris.

## Geboren
- 30. Januar: Johann Hermann Schein, deutscher Musiker und Komponist († 1630)
- 08. Februar: Jacob Praetorius der Jüngere, deutscher Organist und Komponist († 1651)
- 02. April: Pietro della Valle, italienischer Reisender, Reiseschriftsteller und Komponist († 1652)
- 23. oder 24. April: Martin Rinckart, deutscher Dichter, protestantischer Theologe und Kirchenmusiker († 1649)
- 28. Juni (getauft): Paul Siefert, deutscher Organist und Komponist († 1666)
- 01. Juli: Claudio Saracini, italienischer Komponist († 1630)[3]
- 27. August: Joseph Clauder, evangelischer Theologe, Kirchenliedkomponist und Dichter († 1653)
- 17. Oktober: Nikolaus Elerdt, deutscher lutherischer Theologe und Liederdichter († 1637)
- 11. Dezember: Michelangelo Amadei, italienischer Komponist († 1642)

## Gestorben

### Todesdatum gesichert
- 13. Juli: Erasmus Rotenbucher, Mitverweser des Egidiengymnasiums in Nürnberg und Liedersammler (* um 1525)
- 27. August: George de La Hèle, franko-flämischer Komponist und Kapellmeister (* 1547)

### Genaues Todesdatum unbekannt
- Jacob Praetorius der Ältere, deutscher Komponist und Organist (* um 1520)

### Gestorben nach 1586
- Philippe Duc, franko-flämischer Komponist (* um 1550)